# Космата жаба
Космата жаба (Trichobatrachus robustus) е вид земноводно от семейство Arthroleptidae.

## Описание
Името на вида идва от тънките ресничести израстъци (с дължина до 1,5 см), които поникват отстрани на тялото, по слабините и бедрата на мъжките екземпляри през размножителния период. Според повечето зоолози тези ресни имат дихателна функция и подпомагат работата на недоразвития бял дроб на мъжкия индивид през размножителния сезон, когато интензивността на обмяната на веществата е голяма.
На дължина косматата жаба достига до 8,5 см. Живее в короните на дърветата.

## Разпространение
Видът е разпространен в Габон, Демократична република Конго, Екваториална Гвинея, Камерун и Нигерия.